# Bocznianka szarawa
Bocznianka szarawa (Hohenbuehelia grisea (Peck) Singer) – gatunek grzybów z rodziny boczniakowatych (Pleurotaceae).

## Systematyka i nazewnictwo
Pozycja w klasyfikacji według Index Fungorum: Hohenbuehelia, Pleurotaceae, Agaricales, Agaricomycetidae, Agaricomycetes, Agaricomycotina, Basidiomycota, Fungi.
Po raz pierwszy takson ten zdiagnozował w 1825 r. Charles Horton Peck, nadając mu nazwę Pleurotus atrocoeruleus var. griseus. Obecną, uznaną przez Index Fungorum nazwę nadał mu w 1951 r. Rolf Singer, przenosząc go do rodzaju Hohenbuehelia.
Synonimy:

- Hohenbuehelia atrocoerulea var. grisea (Peck) Thorn & G.L. Barron 1986
- Hohenbuehelia fluxilis var. grisea (Peck) P. Roux 2008
- Hohenbuehelia microspora (Speg.) Singer 1989
- Pleurotus atrocoeruleus var. griseus Peck 1891
- Pleurotus griseus Peck 1909
- Pleurotus portegnus var. microsporus Speg. 1902
- Resupinatus griseus (Peck) Murrill, 1915

Nazwę polską zaproponował Władysław Wojewoda w 2003 r.

## Morfologia
Owocnik
Średnica 0,9–4 cm, kształt półokrągły, wachlarzowaty lub muszelkowaty, z boku kopytkowaty lub płaski. Brzeg nieco ząbkowany, owocnik często prążkowany od prześwitujących blaszek, przy podstawie omszony. Powierzchnia o barwie od jasnoszarej przez szarobrązową do sepiowej. Trzonu brak.
Blaszki
Wąskie, przyrośnięte lub zbiegające, o barwie od białawej do żółtawej.
Miąższ
O barwie od białawej do żółtawej, z wyraźną galaretowatą warstewką pod skórką. Smak i zapach mączny.
Cechy mikroskopowe
Wysyp zarodników biały. Zarodniki o rozmiarach (5-)6-8,5(-9) × 3–4,5 μm, elipsoidalne lub cylindryczne. Cheilocystydy maczugowate lub butelkowate, o rozmiarach 15,5-33 × 5–8,5 μm, czasami zaopatrzone w 1-3 wypustki o rozszerzonych wierzchołkach i rozmiarach 2,5-4,5 × 2–3 μm. Metuloidy żółtawe, o rozmiarach 31-75 (-86) × (-86) x 8–18 μm i ścianach grubości 1,5–8,5 μm.

## Występowanie
Bocznianka białoszara występuje w Europie i Ameryce Północnej. Na terenie Polski do 2003 r. podano 5 stanowisk. Aktualne stanowiska podaje internetowy atlas grzybów. Według tego atlasu jest gatunkiem rzadkim i zagrożonym.
Występuje w lasach. Nadrzewny grzyb saprotroficzny. Owocniki pojawiają się pojedynczo lub w małych grupkach na martwych gałęziach drzew liściastych, m.in. na brzozach, topolach, wiązach. Jak wszystkie bocznianki jest także grzybem nicieniobójczym. Jej grzybnia za pomocą klejących cyst strzępkowych atakuje nicienie i trawi je.